# Aboe Simbel

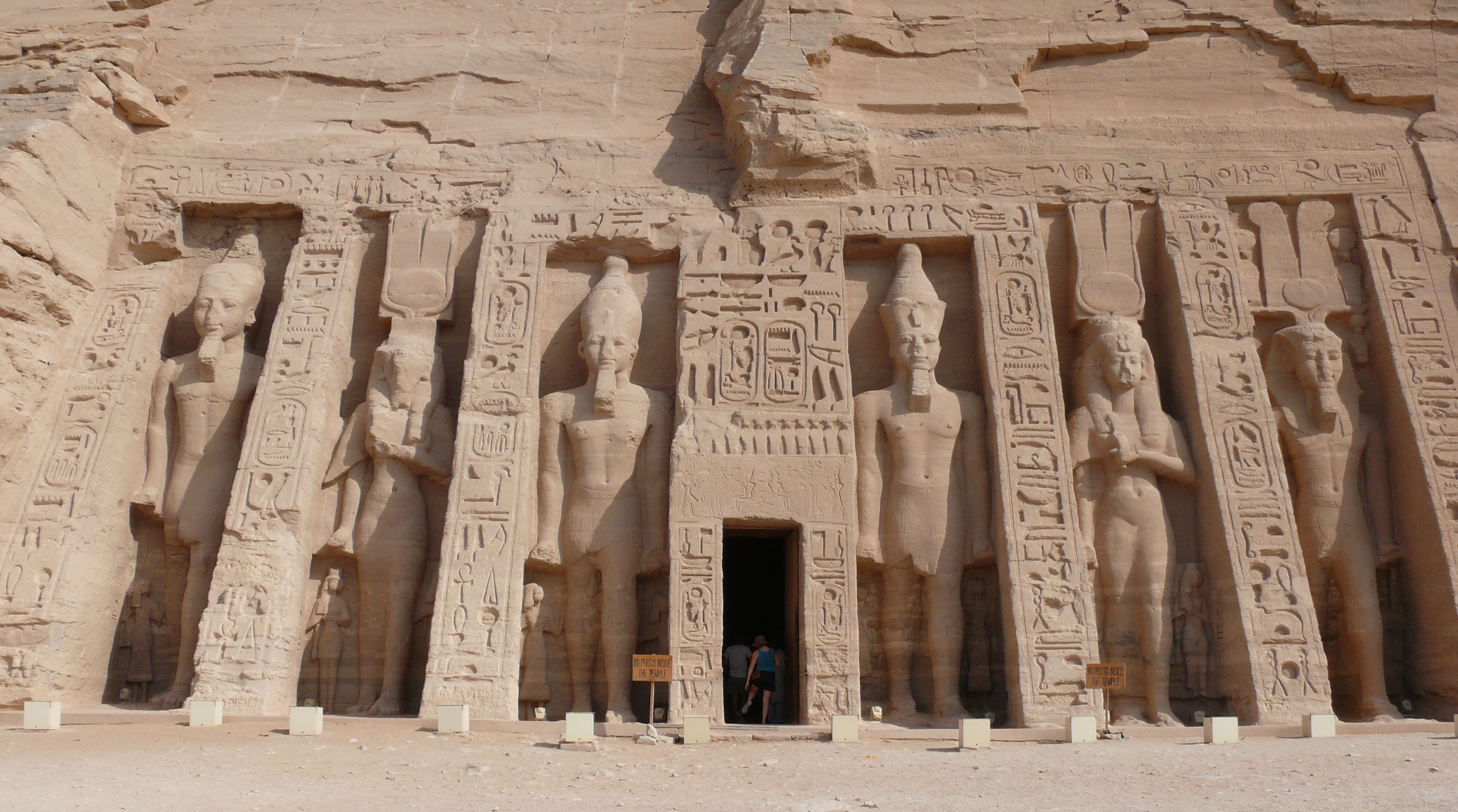
Kleine Tempel van Hathor en Nefertari, Aboe Simbel, 2011

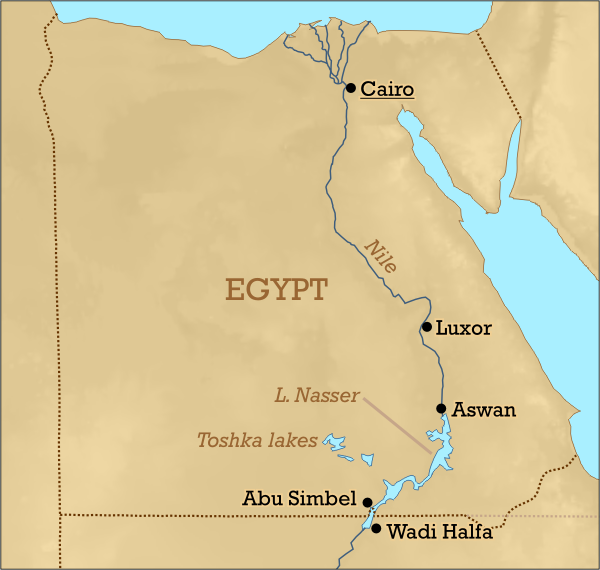
Kaart van Egypte met de locatie van Aboe Simbel

Aboe Simbel is een archeologisch complex bestaande uit twee zeer grote uit de rotswanden uitgehakte Egyptische tempels in het zuiden van Egypte op de westelijke oever van het Nassermeer. De tempels behoren tot de oudste monumenten van Egypte. De stad Aboe Simbel met ca. 2500 inwoners ligt in de buurt van het complex.
De vallei, die bekendstaat als de Nubische Monumenten, loopt van Aboe Simbel tot Philae en staat op de lijst van Werelderfgoed van de UNESCO.

## Geschiedenis
De twee tempels werden  in de 13e eeuw v.Chr. uit een berg gehakt op bevel van Ramses II om indruk te maken op zijn Koesjitische buren en om zichzelf en zijn koningin Nefertari te eren. In de bergtempel bevonden zich in de grote zuilenhal acht zuilen in de gedaante van Ramses II, elk bijna 10 meter hoog. De afstand van de indrukwekkende voorhof tot aan het allerheiligste bedroeg 55 meter. Behalve de beelden in het inwendige van de tempel, liet Ramses voor de façade vier 22 meter hoge zittende kolossale beelden van zichzelf maken. Tussen de benen van deze aan weerszijden der hoofdingang geplaatste beelden staat een aantal kleinere beelden die de moeder van Ramses, zijn echtgenote koningin Nefertari en verscheidene van de 100 kinderen van de farao voorstellen. De tempel was zo gebouwd dat het zonlicht op twee dagen van het jaar, op 21 februari en 21 oktober, via de ingang precies op drie van de vier in het heiligdom staande beelden viel. Alleen op Ptah, de god van de duisternis, niet; hij bleef altijd in het donker staan. Twee van de beelden stellen Ramses en de Egyptische oppergod Amon voor. Op de beide dagen vierde men vermoedelijk de militaire overwinningen van Ramses II. Door het verplaatsen van de tempels naar een 65 meter hoger gelegen plateau is het verschijnsel van beide data met één dag verschoven.
Op 22 maart 1813 werden de tempels ontdekt door de Zwitser Johann Ludwig Burckhardt. In 1815 lukte het de Engelsman William John Bankes en de Italiaan Giovanni Finati de tempel van Hathor en Nefertari binnen te komen, maar door de enorme hoeveelheid zand was het onmogelijk de grotere tempel van Ramses II uit te graven. Uiteindelijk was het Giovanni Battista Belzoni die in 1817, na meer dan een maand bezig te zijn geweest het zand te verwijderen, de tempel na eeuwen als eerste kon betreden.

### Verhuizing

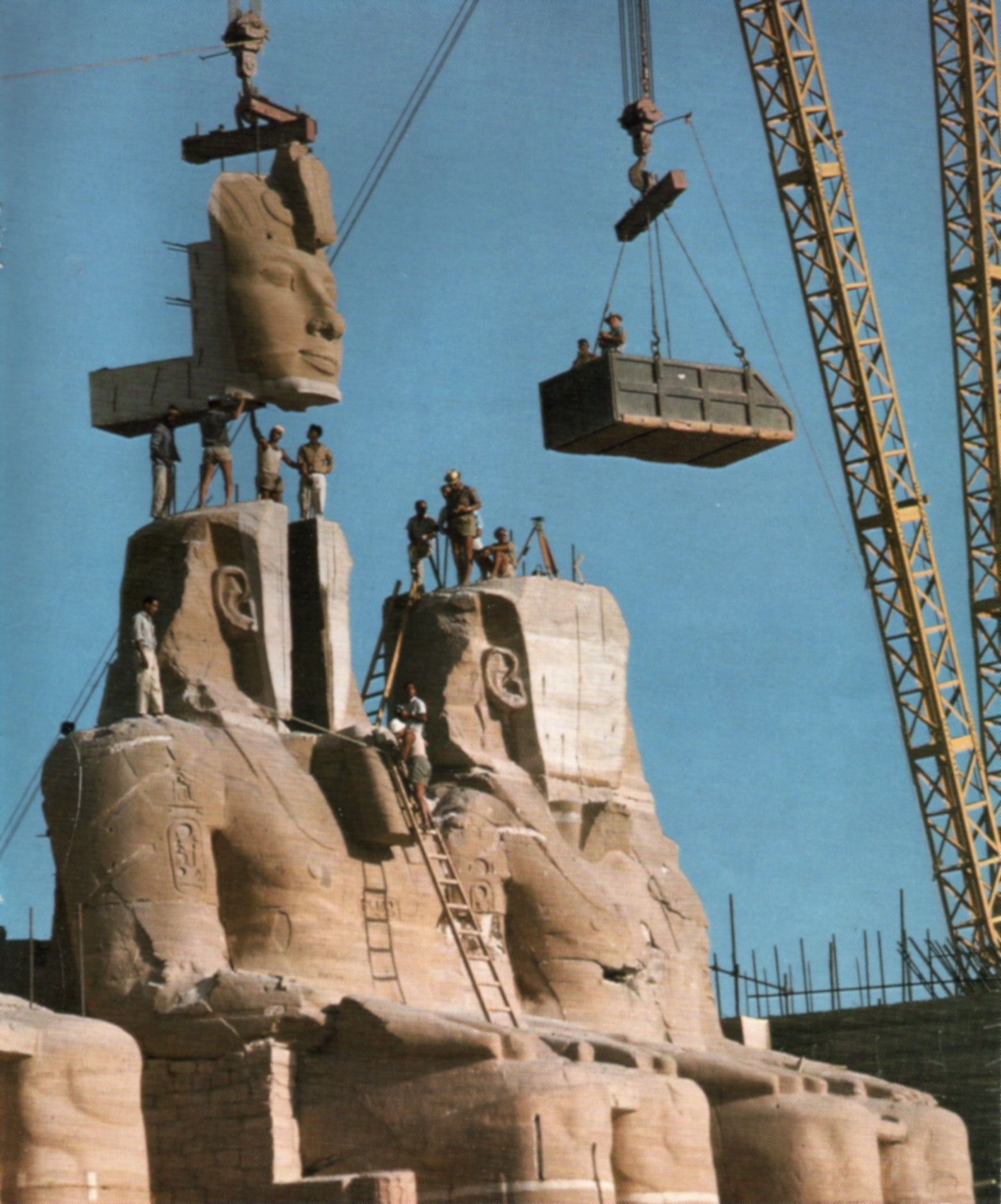
Het beeld nummer 2 van Ramses de Grote wordt opnieuw in elkaar gezet na de verhuizing in 1967.

In 1960 werd begonnen met de bouw van de Aswandam, waardoor het Nassermeer zou ontstaan en de tempels onder water zouden verdwijnen. Om de tempels te redden werden ze op initiatief van UNESCO en de National Geographic Society tussen 1964 en 1968 in grote blokken gezaagd. Daarna zijn ze opnieuw opgebouwd op een 65 meter hogere locatie die 200 meter verder van de rivier ligt. Op deze plek bouwde men twee grote betonnen koepels die aan de buitenkant werden bekleed met natuurlijk steen. De tempels kwamen daarin te staan. Het lijkt zo alsof ze ter plaatse uit de rotsen zijn gehouwen.

## Galerij

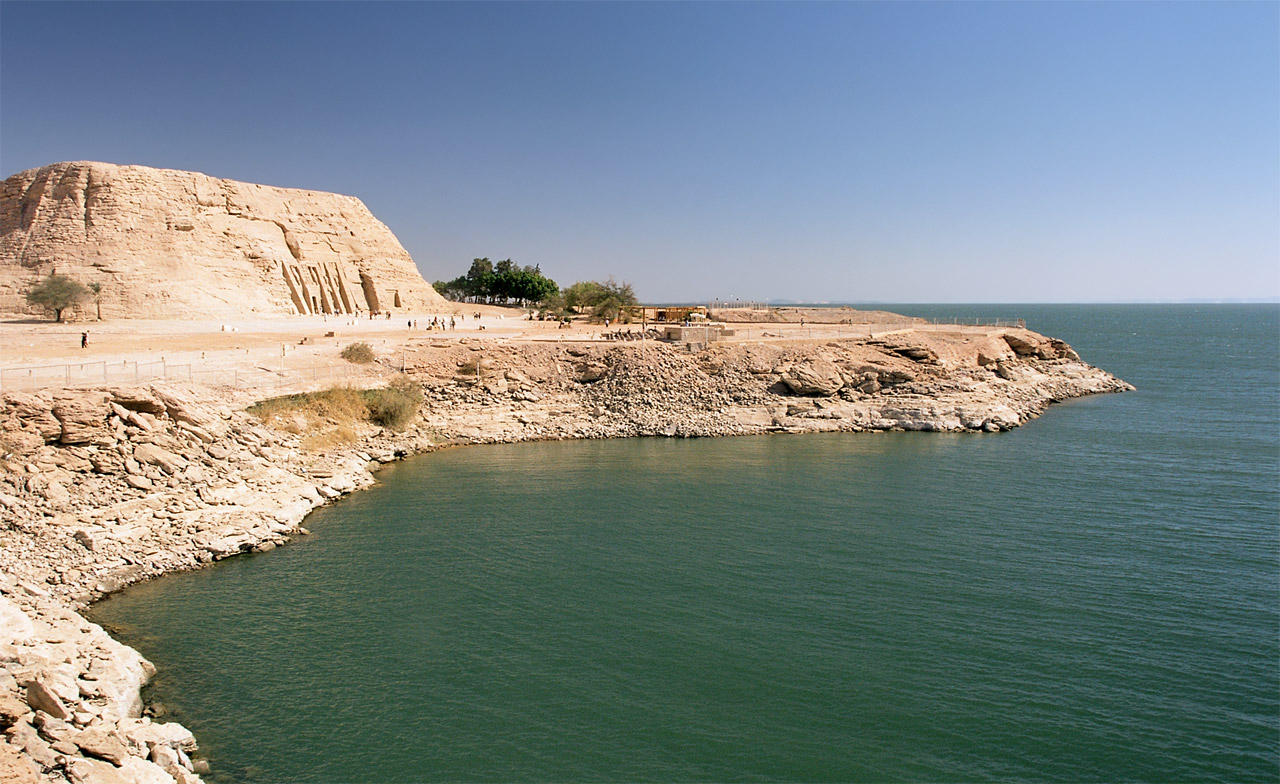
Kleine Tempel van Hathor en Nefertari op afstand, Aboe Simbel, 2004
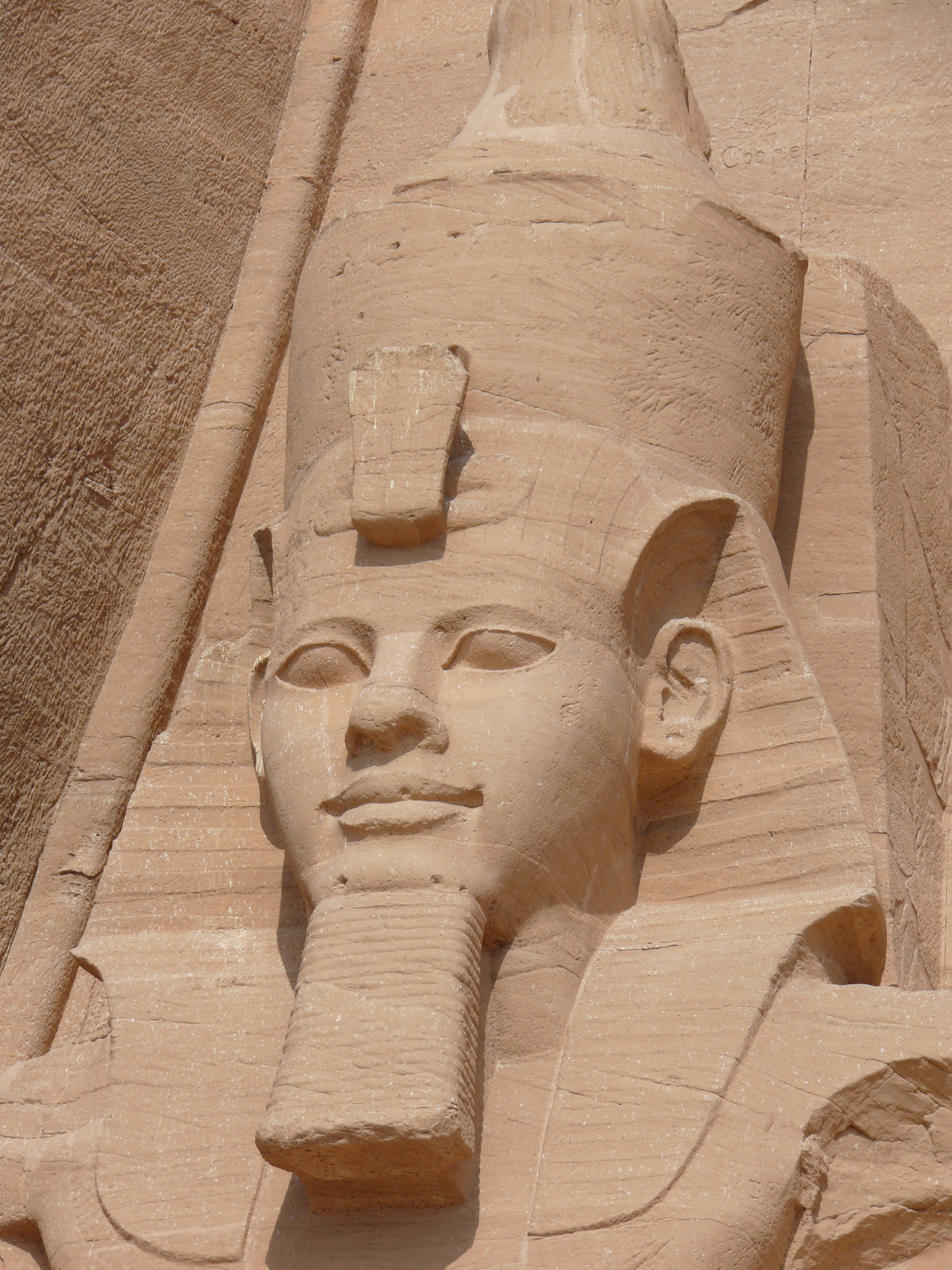
Grote Tempel van Ramses II. Hoofd van Ramses II met de dubbelkroon van Onder- en Boven-Egypte, 2011
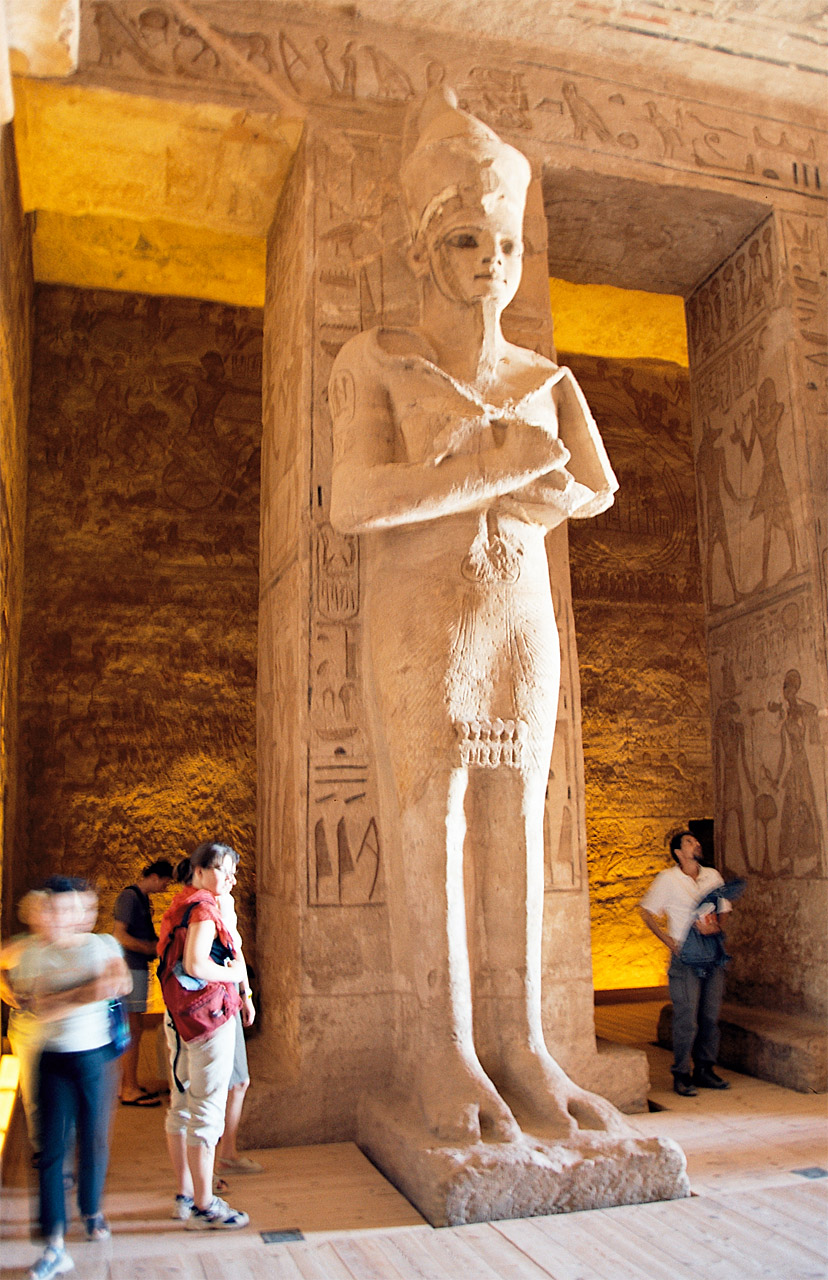
Grote Tempel van Ramses II, beeld in de gang, 2004
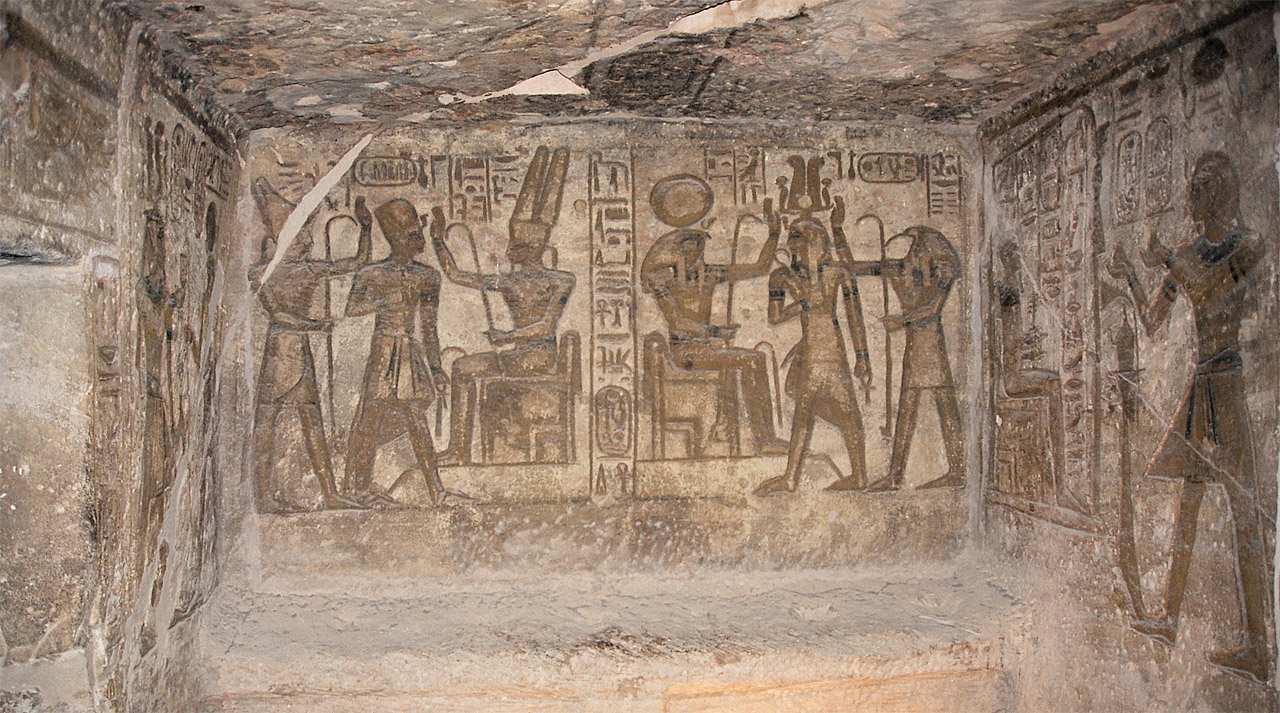
Grote Tempel van Ramses II, interieur, 2004
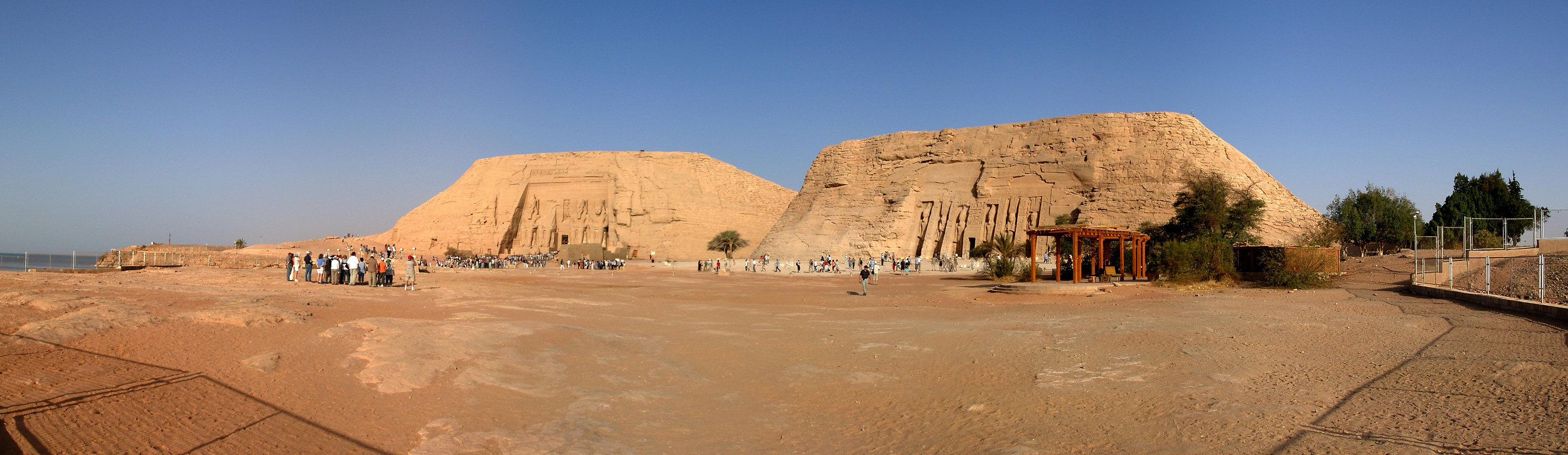
Overzicht van Grote Tempel van Ramses II (links) en Kleine Tempel van Hathor en Nefertari, 2004